# Жаклін Одрі
Жаклі́н Одрі́ (нар. 25 вересня 1908, Оранж, Воклюз — пом. 22 червня 1977) — французька режисерка, почала знімати фільми у післявоєнній Франції, спеціалізувалась на літературних екранізаціях. Стала першою жінкою-режисером у післявоєнній Франції, стрічки якої мали комерційний успіх.

## Біографія
Починає працювати в кіно як асистент режисера (Жан Делануа, Георг Вільгельм Пабст, Макс Офюльс). У 1943-му знімає свій перший власний фільм.
Закінчення Другої світової війни та визволення Франції відкрили значно більше можливостей для жінок, але ставлення до них у кіно залишалося упередженим. Перший визначний фільм Жаклін Одрі — Les Malheurs de Sophie («Біди Софі», 1946 за однойменним романом Comtesse de Segur — було заборонено за його «політичну недоречність» (за сцени бунту).
У 40-х та 50-х знімає три стрічки за романами видатної французької письменниці Колетт: «Жіжі», «Мінне», «Міцу», з актрисою Даніель Делорм.
1951р — Одрі знімає «Олівію» (за автобіографічним романом Дороті Буссі), фільм, який було названо «новим етапом у зображенні лесбійок в кіно» («landmark of lesbian representation»). Через суперечливий зміст фільм було заборонено у Англії та Америці.
Помирає Одрі в Пуассі, Франція, в автокатастрофі (22 червня 1977 р.)

## Художній стиль
Традиційний кінематографічний стиль Одрі суперечив тодішнім тенденціям Французької нової хвилі. Всі її фільми, однак, мали феміністський нахил. У багатьох з них у головній ролі виступав жіночий персонаж, який має радикальний погляд на жіночу сексуальність та статеві взаємовідносини.
Взагалі, за свою тридцятирічну режисерську кар'єру (1944–1972) Одрі знімає 18 повнометражних фільмів. Її перші фільми — першокласні приклади «традиційної французької якості». Перевагу вона віддавала сценаріям-адаптаціям класичної французької літератури. Найбільшою відмінністю, що відрізняла Одрі від її сучасників, була спрямованість на зображення головної жіночої ролі, у той час як інші віддавали перевагу традиційним персонажам-чоловікам. Найвидатніший її фільм — «Олівія», зображує складний світ лесбійських взаємовідносин.